# Рафтаґі
Рафтаґі (перс. رفتگي) — село в Ірані, у дегестані Ґураб-Зарміх, у бахші Мірза-Кучек-Джанґлі, шагрестані Совмее-Сара остану Ґілян. За даними перепису 2006 року, його населення становило 740 осіб, що проживали у складі 158 сімей.

## Клімат
Середня річна температура становить 14,06°C, середня максимальна – 27,92°C, а середня мінімальна – -1,09°C. Середня річна кількість опадів – 711 мм.
| Клімат поселення                              | Клімат поселення | Клімат поселення | Клімат поселення | Клімат поселення | Клімат поселення | Клімат поселення | Клімат поселення | Клімат поселення | Клімат поселення | Клімат поселення | Клімат поселення | Клімат поселення | Клімат поселення |
| Показник                                      | Січ.             | Лют.             | Бер.             | Квіт.            | Трав.            | Черв.            | Лип.             | Серп.            | Вер.             | Жовт.            | Лист.            | Груд.            |                  |
| Середній максимум, °C                         | 9,68             | 10,37            | 12,48            | 17,87            | 21,92            | 25,98            | 27,92            | 27,59            | 23,06            | 20,86            | 16,70            | 12,18            |                  |
| Середня температура, °C                       | 4,29             | 4,99             | 7,10             | 12,50            | 16,56            | 20,60            | 23,64            | 23,33            | 18,80            | 16,57            | 12,44            | 7,90             |                  |
| Середній мінімум, °C                          | −1,09            | −0,39            | 1,73             | 7,12             | 11,18            | 15,23            | 19,36            | 19,05            | 14,51            | 12,31            | 8,15             | 3,63             |                  |
| Норма опадів, мм                              | 72               | 59               | 65               | 56               | 38               | 23               | 11               | 29               | 66               | 98               | 79               | 115              |                  |
| Середньомісячна швидкість вітру, м/с          | 2.26             | 2.31             | 2.40             | 2.30             | 2.25             | 2.47             | 2.59             | 2.39             | 2.06             | 2.06             | 1.90             | 1.91             |                  |
| Середньомісячна сонячна радіація, кДж/м²·день | 6943             | 9158             | 11245            | 15876            | 19966            | 22652            | 23439            | 19950            | 16299            | 11200            | 8649             | 6655             |                  |
| --------------------------------------------- | ---------------- | ---------------- | ---------------- | ---------------- | ---------------- | ---------------- | ---------------- | ---------------- | ---------------- | ---------------- | ---------------- | ---------------- | ---------------- |
| Джерело:                                      |                  |                  |                  |                  |                  |                  |                  |                  |                  |                  |                  |                  |                  |